# Cineclube de Pontevedra
O Cineclube de Pontevedra é uma associação para a difusão da cultura cinematográfica, que organiza a projeção e o comentário de determinados filmes na cidade de Pontevedra, Espanha.

## Localização
O cineclube de Pontevedra tem a sua sede no Centro Sur de Pontevedra, no número 40 da rua Luis Braille.

## História
O Cineclube de Pontevedra é o mais antigo dos cineclubes galegos. Foi fundado a 13 de junho de 1954 em resposta ao interese crescente dos cidadãos da cidade pelo cinema. Quatro filmes foram exibidos graças a um empréstimo da Embaixada da França : Farrebique ou As quatro estações (Georges Rouquier, 1946), Van Gogh (Alain Resnais, 1948), Versalhes e os seus fantasmas (Jean Béranger, 1949) e Balzac (Jean Vidal, 1951). A sua sede foi estabelecida nos escritórios do Gabinete Provincial de Turismo de Pontevedra.
Nos anos 60, o cineclube organizou conferências sobre o novo cinema espanhol, nas quais participou Carlos Saura. O cineclube contava com 500 membros.
Em 1987, patrocinou a criação da confederação de cineclubes em Espanha num congresso realizado no Teatro Principal de Pontevedra.
Em 2004, o cineclube recebeu o prémio especial "José Sellier" da Academia Audiovisual Galega., Em 2015, recebeu o Prémio Cidade de Pontevedra 2014.
Actualmente, o cineclube Pontevedra desenvolve o seu programa regular no Teatro Principal de Pontevedra. Por vezes também realiza projeções na Casa dos Sinos, no Liceo Mutante e na Biblioteca Pública de Pontevedra, onde também desempenha uma função didáctica.

## Características
É uma associação sem fins lucrativos que se auto-financia.
Ao longo do ano, o cineclube de Pontevedra organiza ciclos de cinema em versão original sobre cinema clássico  e actual e outros em colaboração com a Câmara Municipal de Pontevedra sobre temas específicos tais como arquitectura, cinema feminino, filmes medievais ou cinema de rua.
O cineclube tem 2.000 filmes no seu acervo e oferece um serviço de aluguer de filmes aos seus membros e um serviço de empréstimo de livros sobre a sétima arte. Tem também um projetor de 16 mm que data da década de 1950. Em 2004, o número de sócios do cineclube de Pontevedra era de 160. O seu presidente é Ramón Poza.
O cineclube de Pontevedra também oferece oficinas de cinema para associações culturais ou instituições de ensino.